# Щит (учения, 1984)
«Щит-84» — общевойсковые учения стран Варшавского договора, проходившие осенью 1984 года. В учениях принимали участие части и подразделения вооружённых сил СССР, ГДР, ПНР, ВНР, ЧССР, СРР, НРБ. В ходе учений «Щит-84» были практически изучены вопросы взаимодействия штабов и войск союзных армий в ходе совместных боевых действий.

## Ход учений
Активная фаза учений проходила с 5 по 14 сентября 1984 года.
От Воздушно-десантных войск в «Щит-84» участвовали подразделения 7-й гвардейской воздушно-десантной дивизии — 119-й парашютно-десантный полк (командир полка Сыромятников В. Д.), десантировавшийся на территории Чехословакии на полигоне «Либава» у Оломоуца, и 108-й парашютно-десантный полк (командир полка Халилов В. С.), десантировавшийся в ГДР. По условиям учений в ГДР десантники 108-го парашютно-десантного полка действовали и одержали победу над танкистами.
Помимо 7-й гв. воздушно-десантной дивизии, в учениях принимает участие личный состав 901-го отдельного десантно-штурмового батальона. Выброска десантов происходит в один день, но в разных местах.
От Сухопутных войск, на полигоне Оремов Лаз, у Зволена в Словакии, принимал участие 1-й мотострелковый батальон (командир батальона гвардии майор Алексеев) 166-го гвардейского мотострелкового полка (командир полка гвардии подполковник Иванов) 30-й гвардейской мотострелковой дивизии (командир дивизии генерал-майор В. Казанцев), наступая на правом фланге, совместно с подразделениями Венгерской народной армии.
От дружественной Национальной народной армии ГДР в учениях участвует 40-й парашютно-десантный батальон.

## Освещение хода учений
Помимо военных корреспондентов стран-участниц Варшавского договора, репортажи с учений, а также видео- и фотосъёмку вели корреспонденты других стран соцлагеря, например, Китай (Фотографии с учений «Щит-84» были опубликованы в журнале бронетанковых войск за 1986 г.).
С советской стороны учения освещались главным образом газетой «Красная звезда».

## Итоги
Учения подтвердили высокую оперативно-тактическую выучку как советских войск, так и войск стран-побратимов
За проявленную выучку 108-й парашютно-десантный полк был награждён вымпелом министра обороны, а 119-й парашютно-десантный полк был представлен к ордену Красного Знамени. После короткого парада, проведённого в полевых условиях, десантников поздравили министры обороны СССР и Чехословакии Дмитрий Устинов и Мартин Дзур. В обратный путь десантники отправились самолётами из Легницы с ночной посадкой в Казлу Руде.
Была также выпущена ограниченная партия памятного знака «Щит 84»
Учения высоко оценил Президент Чехословакии Густав Гусак:

С удовлетворением можно констатировать, что совместные учения «Щит-84» подтвердили высокую боевую готовность вооруженных сил государств — участников Варшавского Договора к защите революционных завоеваний наших народов. Учения ещё раз доказали, что дело социализма и мира надёжно защищено. Заслуживают высокой оценки ответственность, самоотверженность, инициатива и выучка войск, которые приняли участие в учениях и успешно справились с поставленными задачами. Искренне благодарю командиров, политработников, штабы, военнослужащих, всех тех, кто принимал участие в учениях братских армий, за отличное выполнение задач совместного учения «Щит-84».
— «Густав Гусак. Избранные статьи и речи»